# Kryterium stabilności Hurwitza
Zasugerowano, aby zintegrować ten artykuł z artykułem twierdzenie Hurwitza (dyskusja). Nie opisano powodu propozycji integracji.
Kryterium stabilności Hurwitza – metoda pozwalająca określić stabilność układu regulacji na podstawie równania charakterystycznego układu
{\displaystyle a_{n}\lambda ^{n}+a_{n-1}\lambda ^{n-1}+\ldots +a_{1}\lambda +a_{0}=0}
o współczynnikach {\displaystyle a_{i}} rzeczywistych.
Z punktu widzenia algebry kryterium Hurwitza pozwala sprawdzić, czy wszystkie pierwiastki równania charakterystycznego leżą w lewej półpłaszczyźnie zmiennej zespolonej {\displaystyle s,} co pociąga za sobą stabilność układu. Na potrzeby kryterium wykorzystuje się ciąg wyznaczników, utworzonych ze współczynników równania charakterystycznego:
{\displaystyle \Delta _{1}={\begin{vmatrix}a_{n-1}\end{vmatrix}}}
{\displaystyle \Delta _{2}={\begin{vmatrix}a_{n-1}&a_{n}\\a_{n-3}&a_{n-2}\end{vmatrix}}}
{\displaystyle \Delta _{3}={\begin{vmatrix}a_{n-1}&a_{n}&0\\a_{n-3}&a_{n-2}&a_{n-1}\\a_{n-5}&a_{n-4}&a_{n-3}\end{vmatrix}}}
{\displaystyle \dots }
{\displaystyle \Delta _{n}={\begin{vmatrix}a_{n-1}&a_{n}&0&\dots &0\\a_{n-3}&a_{n-2}&a_{n-1}&\dots &0\\a_{n-5}&a_{n-4}&a_{n-3}&\dots &0\\\dots &\dots &\dots &\dots &\dots \\0&0&0&0&a_{0}\end{vmatrix}}.}
Aby układ regulacji był asymptotycznie stabilny muszą zostać spełnione następujące warunki:
1. Wszystkie współczynniki równania charakterystycznego {\displaystyle a_{i}>0} dla {\displaystyle i=0,1,\dots ,n.}
2. Wszystkie podwyznaczniki (minory) {\displaystyle \Delta _{1},\Delta _{2},\dots ,\Delta _{n-1}} są większe od zera.

W przeciwnym razie układ jest niestabilny. Jeśli jednak któryś z podwyznaczników jest równy zeru, a pozostałe warunki są spełnione, to układ znajduje się na granicy stabilności.
Zbliżonym kryterium jest kryterium stabilności Routha, które dodatkowo pozwala na określenie liczby pierwiastków badanego równania odpowiednio o ujemnych, dodatnich i zerowych częściach rzeczywistych.